# دانمارک در المپیک تابستانی ۲۰۰۸
دانمارک در بازی‌های المپیک تابستانی ۲۰۰۸ که در شهر پکن برگزار شد، کاروان دانمارک با ۸۴ ورزشکار در این رقابت‌ها شرکت کرد و موفق به کسب ۷ مدال (۲ طلا، ۲ نقره، ۳ برنز) شد. در جدول رتبه‌بندی توزیع مدال‌ها، دانمارک در ردهٔ ۳۰ مسابقات قرار گرفت.